# Dosoftei Barilă
Dimitrie Barilă, más conocido por su nombre religioso Dosoftei (Suceava, 26 de octubre de 1624 – Żółkiew, Polonia, hoy Жолква, en Ucrania, 13 de diciembre de 1693), fue un monje y escritor rumano, considerado un importante erudito y traductor y el primer poeta importante en lengua rumana.

## Biografía

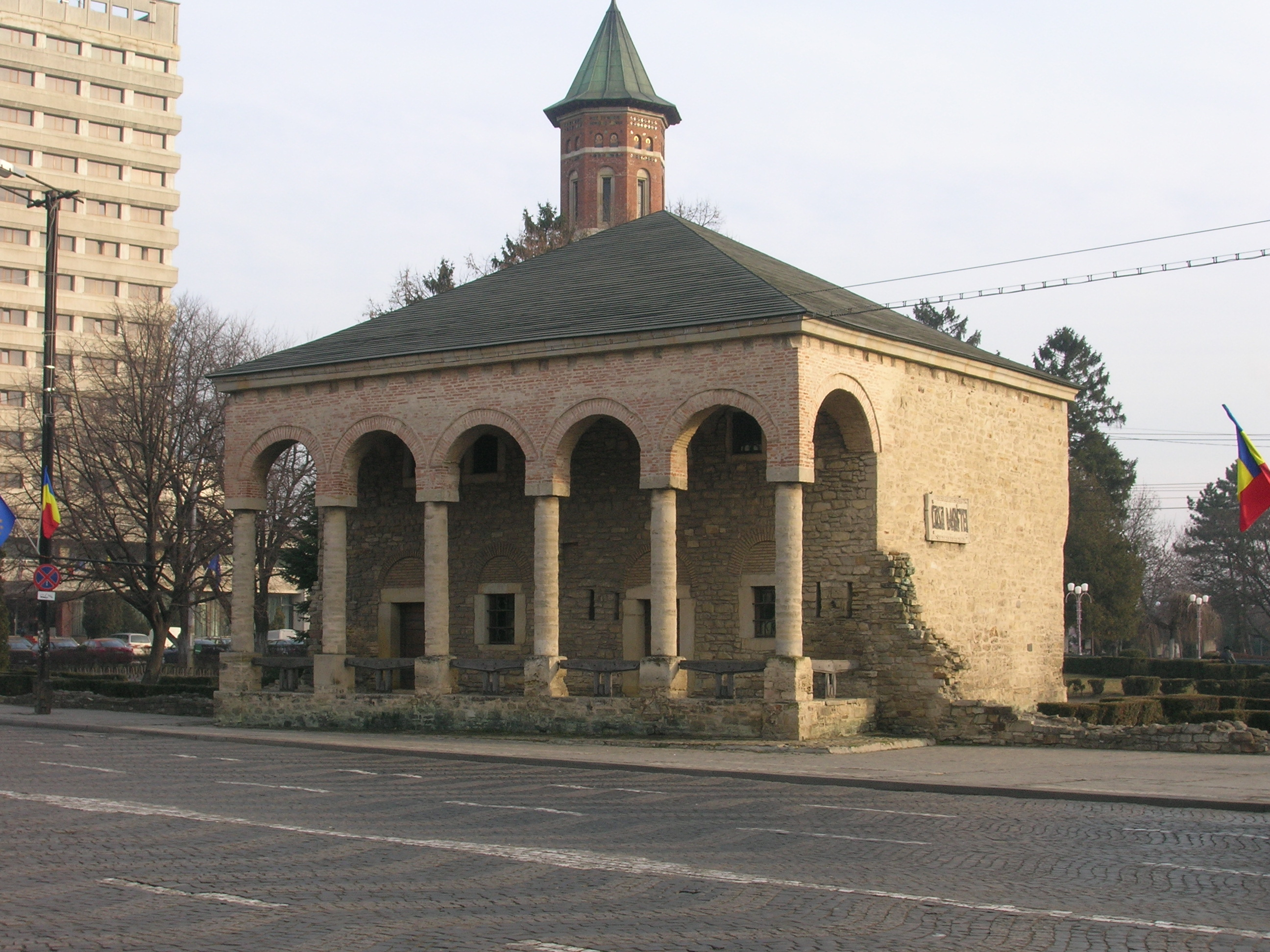
Casa de Dosoftei en Iași

Estudió en Iaşi, en un colegio fundado en el año 1640 cerca del Monasterio de los Tres Santos Jerarcas, y luego en la escuela de la fraternidad ortodoxa de Leópolis, donde realizó estudios de humanidades y lenguas antiguas. En 1648 se convirtió en monje en el monasterio de Probota, y más tarde fue obispo de Huşi (1658-1660) y de Roman (1660-1671). De 1671 a 1686 fue obispo metropolitano de Moldavia, aunque tuvo que huir en 1673 a Polonia junto con Ştefan Petriceicu; regresó en 1675 y se consagró durante una década a un intenso trabajo intelectual de traducción e impresión de textos religiosos cristianos ortodoxos en Rumania. En otoño de 1686, a causa de los acontecimientos políticos de entonces, fue conducido a Polonia por los ejércitos del rey Jan Sobieski y allí permaneció ya el resto de su vida, que concluyó el 13 de diciembre de 1693 en Żółkiew, hoy Жолква, en Ucrania.
Dominaba tanto el latín como el griego antiguo, además de algunas lenguas modernas (polaco, ucraniano, ruso, griego moderno, eslavo eclesiástico). Fue uno de los más importantes eruditos rumanos del siglo XVII y el primer poeta importante de la lengua rumana, así como el primer traductor en rumano de las Historias de Heródoto y de otras obras históricas (la Hronografal imparatilor. Noua adunare de istorii, incepand de la faptul lumii pana in anul cee 1686 de Mateo Cigalas, por ejemplo) y de patrística. Su obra es muy amplia, pero la más famosa es una traducción del libro de los Salmos de la Biblia o Psalterio en verso, aunque también revisó la traducción del Antiguo Testamento hecha por Nicolae Milescu y la imprimió en Bucarest en 1688.
El Sínodo de la Iglesia Ortodoxa de Rumania canonizó a Dosoftei en julio de 2005 y fue proclamado el 14 de octubre de 2005. Su fiesta se celebra el 13 de diciembre.

## Obras
- Viaţa şi petriaceria sfinţilor, Iaşi, 1682—1686, 4 vols. (La vida y las obras de los santos)
- Psaltirea în versuri, Uniev 1673 (Salterio en versos, traducción).
- Dumnezeiasca Liturghie, Iași, 1679.
- Psaltirea de-nţeles, Iaşi, 1680 (Salterio eslavo-rumano)
- Molitălvnic de-nţeles, Iaşi, 1683
- Poem cronologic despre domnii Moldovei ("Poema cronológico de los caballeros de Moldavia")
- Parimiile preste an, Iaşi, 1683
- Poemul cronologic